# Homenaje a Dos Leyendas (2018)
Homenaje a Dos Leyendas 2018 fue un evento pago por visión de lucha libre profesional producido por Consejo Mundial de Lucha Libre. Tuvo lugar el 16 de marzo de 2018 de 2018 desde la Arena México en Ciudad de México.
El evento principal fue una Lucha de Apuestas, donde El Cuatrero derrotó a Ángel de Oro, luego de lo cual Ángel de Oro se vio obligado a desenmascarar y revelar su nombre real a todos: Miguel Ángel Chávez Velasco. En el evento semi-principal, El Sky Team de Valiente y Volador Jr. derrotó a El Terrible y Rey Bucanero en la final de un torneo por el vacante Campeonato Mundial en Parejas del CMLL. 

## Homenaje
La vida y los logros de Salvador Lutteroth siempre se honran en el espectáculo anual de Homenaje a Dos Leyendas. Desde 1999, CMLL también ha honrado a una segunda persona, una leyenda de lucha libre, de alguna manera la versión de CMLL de su Salón de la Fama. En 2018, CMLL honró la vida y la carrera de Mil Máscaras que, a pesar de tener 76 años, todavía era un luchador semiactivo en el momento del evento. Mil Máscaras hizo su debut en la lucha libre en 1964 para lo que entonces era EMLL, ganando rápidamente la atención como un luchador de peso pesado muy imponente pero rápido físicamente en una era donde la mayoría de los pesos pesados eran más lentos y con frecuencia no mexicanos. Mientras que otras leyendas de la lucha libre como El Santo o Blue Demon trabajó la mayor parte de sus carreras en México, Mil Máscaras trabajó ampliamente en los Estados Unidos y Japón, lo que llevó a su alta exposición internacional. Su popularidad llevó a varios luchas en el Madison Square Garden para la World Wide Wrestling Federation (WWWF; ahora conocida como WWE). En ese momento, a los luchadores no se les permitía usar máscaras que les cubrieran completamente la cara cuando trabajaban en Nueva York, pero la popularidad de Mil Máscaras y su negativa a trabajar desenmascarados hicieron que esa regla se abandonara después de una abrumadora presión de promotores y fanáticos por igual. También es una estrella del cine de lucha , habiendo aparecido en más de 20 películas desde el mismo nombre de Mil Máscaras.en 1966, siendo la última la película de 2015: Aztec Revenge.
Después de la conclusión del tercera lucha de la noche, Mil Máscaras fue honrado por CMLL en el ring. Como parte de la ceremonia, Sofía Alonso, bisnieta de Salvador Lutteroth, le entregó a Mil Máscaras una placa conmemorativa especial por los logros de su carrera. Mil Máscaras agradeció a Sofía Alonso específicamente por traerlo de vuelta a Arena México por primera vez desde 2010.

## Resultados
- Audaz, Flyer y Star Jr. derrotaron a Disturbio, Templario and Virus.
  - Audaz forzó a Templario a rendirse con un «Armbar».
- Dalys la Caribeña, La Seductora y Zeuxis derrotaron a Kaho Kobayashi, Marcela y Princesa Sugehit
  - Caribeña y Seductora forzaron a Kobayashi y Sugey a rendirse simultáneamente.
- La Dinastía Muñoz (Dragon Lee, Místico & Rush) derrotaron a Nueva Generación Dinamita (Forastero & Sansón) y Máscara Año 2000.
  - Rush cubrió a Año 2000 después de un «Toque de Espaldas».
- Atlantis, Matt Taven y Niebla Roja derrotaron a Los Guerreros Laguneros (Gran Guerrero, Euforia & Último Guerrero)
  - Atlantis forzó a Último a rendirse con un «Quebradora Todo Alto».
- El Sky Team (Valiente & Volador Jr.) derrotaron a El Terrible y Rey Bucanero (con La Comandante) y ganaron el vacante Campeonato Mundial en Parejas del CMLL.
  - Volador cubrió a Terrible después de un «Remo Banda».
  - Durante la lucha, Comandante interfirió a favor de Terrible y Bucanero.
  - Este fue la final de un torneo después de que los anteriores campeones, Negro Casas & Shocker, dejaran vacantes los títulos.
- El Cuatrero derrotó a Ángel de Oro en una Lucha de Máscara vs. Máscara.
  - Cuatrero cubrió a Oro después de un «Powerbomb».
  - Como consecuencia, Ángel de Oro perdió su máscara.
  - La identidad de Ángel de Oro era: el luchador se llama Miguel Ángel Chávez Velasco y su lugar de origen es Torreón, Coahuila.